# Viola magellensis
Viola magellensis är en violväxtart som beskrevs av Pietro Porta, Amp; Rigo och P.Gabriel Strobl. Viola magellensis ingår i släktet violer, och familjen violväxter. Inga underarter finns listade i Catalogue of Life.